# San Nazario
San Nazario est une ancienne commune italienne située dans la province de Vicence en région Vénétie. Depuis le 30 janvier 2019, elle fait partie de la commune de Valbrenta.

## Administration
| Période                                  | Période | Identité      | Étiquette     | Qualité |
| ---------------------------------------- | ------- | ------------- | ------------- | ------- |
| 2009                                     | 2019    | Gianni Ceccon | Liste civique |         |
| Les données manquantes sont à compléter. |         |               |               |         |

### Hameaux
En plus du "chef-lieu" San Nazario, la commune est composée de quatre hameaux : Merlo, Carpanè, Rivalta et San Marino,.

### Communes limitrophes
Campolongo sul Brenta, Cismon del Grappa, Pove del Grappa, Solagna, Valstagna